# نوک‌شاخ زمینی حبشی
نوک‌شاخ زمینی حبشی (نام علمی: Bucorvus abyssinicus) نام یک گونه از سرده نوک‌شاخ زمینی است.